# 贈答廃止会
贈答廃止会（ぞうとうはいしかい）とは1887年に設立された日本の団体。穂積陳重、外山正一らの大学教授が発起人となって、当時に広く行われていた贈答においての考慮のわずらわしさと浪費の慣行を廃止されることを目的としていた。
会の趣意書では、社会学上でこれを見れば野蛮人種においての畏懼や愛情から歓心を得ようと起こりしものであり、この風習により徒に無益の手数と思慮を労し、尚且つ交情を束縛したり疎遠を導く原因となることから、この会を設け連合の力によって時勢適宜の斟酌を加えるという意図が見られる。
会約では冠婚葬祭で多少の寄贈は良いが、答える慣習は廃止するべきとされていた。年玉、雛餅、柏餅、彼岸、月見、中元、歳末等総ての季節に関わる交互の贈答を廃止すべき。無沙汰見舞又手土産の類、臨時無要の寄贈は廃すべきなどとされていた。
だが、この運動は少しも成功せず、後に贈答は廃止されるどころか年々盛んに行われるようになった。